# Dositei Filitti
Dositei Filitti (din mirenie Dimitrie Filitti, greacă Δημήτριος Φιλίτης; 1734-1826) a fost unul dintre cei mai importanți mitropoliți ai Ungrovlahiei, păstorind între anii 1793-1810.